# Amayuelas de Ojeda
Amayuelas de Ojeda es una localidad española de la provincia de Palencia (comunidad autónoma de Castilla y León) que pertenece al municipio de Olmos de Ojeda.

## Geografía
En la comarca de La Ojeda, atravesada por el río Burejo.

## Demografía
Evolución de la población en el siglo XXI
| Gráfica de evolución demográfica de Amayuelas de Ojeda entre 2000 y 2020 |
|                                                                          |
| Población de derecho (2000-2020) según el padrón municipal del INE       |

## Historia
Durante la Edad Media pertenecía a la Merindad menor de Monzón, Meryndat de Monçon
A la caída del Antiguo Régimen la localidad se constituye en municipio constitucional que en el censo de 1842 contaba con 9 hogares y 47 vecinos, para posteriormente integrarse en Vega de Bur. 

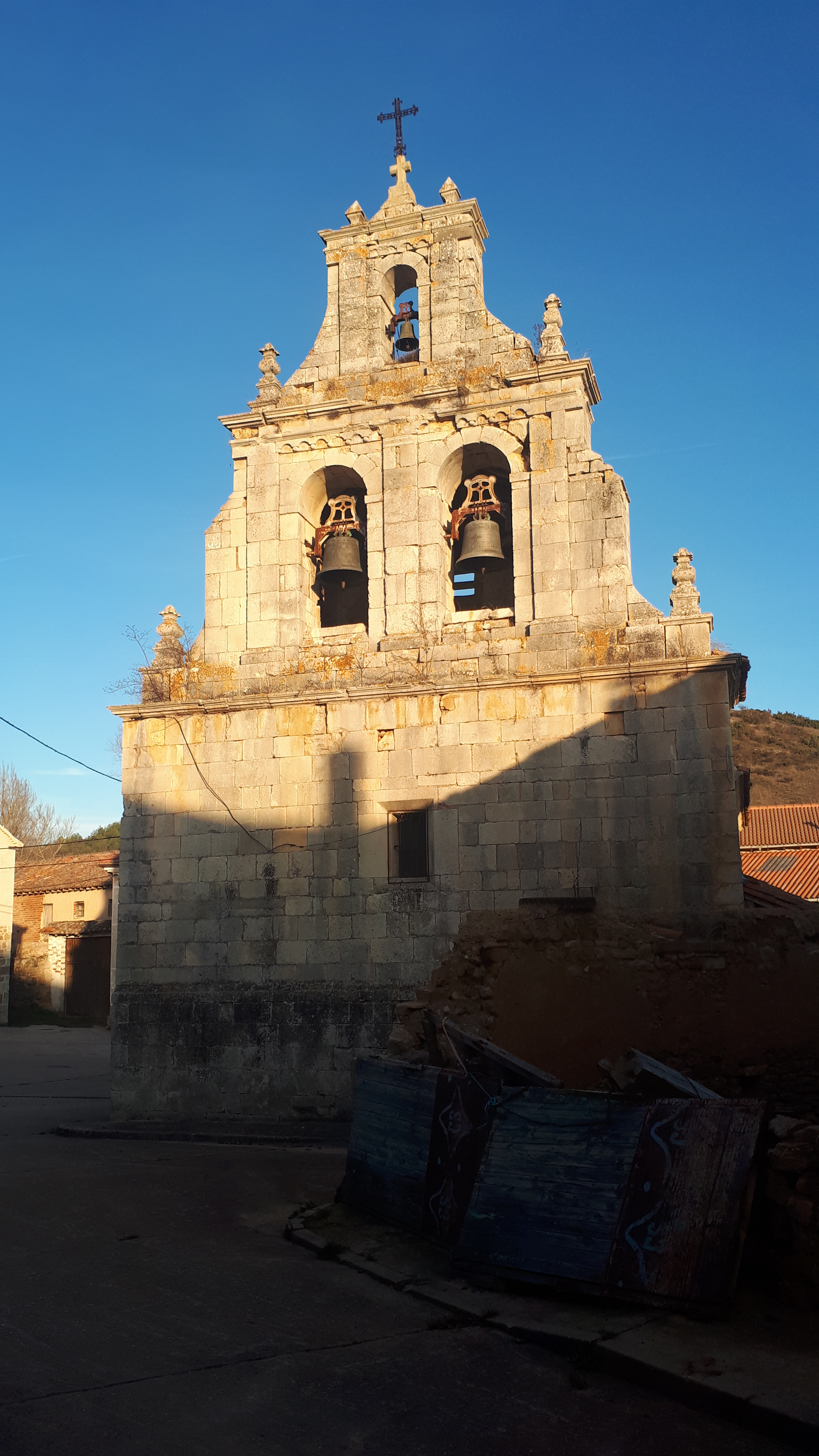
Exterior de la iglesia